# Eucyclopera abdulla
Eucyclopera abdulla är en fjärilsart som beskrevs av Dyar 1917. Eucyclopera abdulla ingår i släktet Eucyclopera och familjen björnspinnare. Inga underarter finns listade i Catalogue of Life.